# Благочиние ставропигиальных приходов и Патриарших подворий вне города Москвы
Благочиние ставропигиальных приходов и Патриарших подворий вне города Москвы — благочиние Московской епархии Русской православной церкви.
Со времени создания находится под единым управлением с викариатством новых территорий.
Благочинный округа — иерей Алексей Дроздов.

## История
27 февраля 2012 года по распоряжению Патриарха Кирилла было образовано благочиние ставропигиальных приходов и Патриарших подворий в Московской области, а также викариатство Патриарших подворий за пределами города Москвы и Московской области. В состав викариатства входили: Патриаршее подворье при храме иконы Божией Матери «Спорительница хлебов» в станице Приазовской Темрюкского района Краснодарского края, Патриаршее подворье «Фёдоровский городок» в городе Пушкине (Санкт-Петербург), Патриаршее подворье при Богоявленском соборе города Ишима Тюменской области, Патриаршее подворье при храме Казанской иконы Божией Матери в городе Ялте. Управляющим викариатством был архиепископ Солнечногорский Сергий (Чашин), руководитель Административного секретариата Московской Патриархии (сейчас митрополит Сингапурский и Юго-Восточно-Азиатский).
24 января 2019 года викариатство было упразднено. Входившие в его состав подворья были включены в состав благочиния ставропигиальных приходов и Патриарших подворий в Московской области, с изменением его наименования на благочиние ставропигиальных приходов и Патриарших подворий вне города Москвы.

## Управляющие благочинием
- Савва (Михеев), епископ Воскресенский (27 февраля 2012 — 20 июля 2018)
- Иоанн (Руденко), епископ Домодедовский (20 июля 2018 — 7 апреля 2019)[3][4].
- Феогност (Гузиков), митрополит Каширский (7 апреля 2019 — 3 сентября 2024)
- Силуан (Вьюров), епископ Павлово-Посадский (c 3 сентября 2024 года)[5]

## Храмы

#### Волоколамский и Можайский районы
- Храм Троицы Живоначальной в селе Язвище
- Часовня (приписная) Николая Мирликийского в Язвище
- Храм Успения Пресвятой Богородицы в селе Мышкино
- Храм Живоначальной Троицы в селе Горетово

#### Одинцовский и Красногорский районы
- Храм Архангела Михаила в городе Кубинка
- Собор Воскресения Христова — главный храм Вооруженых Сил России
- Храм иконы Божией Матери «Благодатное Небо» в посёлке Кубинка
- Храм Святой Варвары и Илии Муромца в посёлке Власиха
- Храм Василия Великого в селе Зайцево
- Храм иконы Божией Матери «Державная» в Горки-9
- Храм Димитрия Солунского в селе Дмитровское
- Храм Николая Мирликийского в селе Никольское
- Храм прпмц. Елисаветы в городе Одинцово

#### Рузский район
- Храм Трёх Святителей в деревне Волынщино

#### Подольский и Ленинский районы
- Храм Преображения Господня в селе Остров
- Храм Новомучеников и Исповедников Российских в Бутове

#### Пушкинский и Щелковский районы
- Храм Живоначальной Троицы в селе Троицкое
- Приписной храм Покрова Пресвятой Богородицы (крестильный) в Троицком
- Храм Николая Мирликийского в селе Здехово
- Храм Преображения Господня в Звёздном городке
- Храм Серафима Саровского при «ХПП „Софрино“ РПЦ» в посёлке Софрино
- Храм Рождества Христова в городе Фрязино
- Приписной храм Пантелеймона (домовый) в городе Фрязино

#### Муниципальное образование городской округ Балашиха
- Патриаршее подворье Покровский храм Николо-Архангельского кладбища

#### Сергиево-Посадский район
- Храм Георгия Победоносца в посёлке Семхоз

#### Серпуховской и Ступинский районы
- Храм Иоанна Предтечи в посёлке Иванова Гора
- Храм Николая Мирликийского в селе Фёдоровское
- Храм Троицы Живоначальной в селе Троице-Лобаново

#### Солнечногорский и Химкинский районы
- Храм Алексия Московского близ деревни Исаково
- Приписной храм иконы Божией Матери «Неувядаемый цвет» близ деревни Исаково
- Храм Воскресения Христова в Шереметьеве
- Приписная часовня Николая Чудотворца при терминале «Е» в аэропорту «Шереметьево II»

#### Храмы, находящиеся за пределами Московской области
- Храм Покрова Пресвятой Богородицы — Патриаршее подворье в Невском лесопарке Всеволжского района Ленинградской области
- Подворье Патриарха Московского и Всея Руси «Федоровский городок» в городе Пушкине (Санкт-Петербург)
- Подворье Патриарха Московского и Всея Руси при храме Казанской иконы Божией Матери в городе Ялта
- Подворье Патриарха Московского и Всея Руси Богоявленский собор в городе Ишима Тюменской области
- Патриаршее подворье при храме в честь иконы Божией Матери «Спорительница хлебов» в посёлке Приазовский Темрюкского района Краснодарского края